# Phil Gray
Phil Gray (Belfast, 2 ottobre 1968) è un ex calciatore nordirlandese, di ruolo attaccante.

## Carriera

### Club
Ha giocato tra la prima e la sesta divisione inglese, oltreché nella prima divisione olandese e in quella francese.

### Nazionale
Il 18 novembre 1992 debutta contro la Danimarca (0-1).

## Palmarès

### Club

#### Competizioni nazionali
- Coppa d'Inghilterra: 1

Tottenham: 1990-1991
- Football League Championship: 1

Tottenham: 1995-1996
- Conference National: 1

Boston United: 2001-2002